# Politică energetică
Politicile energetice sunt strategiile și deciziile guvernamentale privind producția, distribuția și consumul de energie într-o anumită jurisdicție. Principalele componente ale politicii energetice includ legislația, tratatele internaționale, subvențiile pentru energie etc. Energia este esențială pentru funcționarea economiilor moderne, fiind necesară în sectoare precum industria, transporturile, agricultura și locuințele. În același timp, politicile energetice sunt strâns legate de policile climatice deoarece sectorul energetic emite mai multe gaze de seră la nivel global decât oricare alt sector. Prin urmare, aceste decizii influențează nivelul emisiilor de gaze cu efect de seră generate de o țară.
Accesul la energie este necesar pentru nevoile sociale de bază cum ar fi iluminatul, încălzirea, gătitul și asistența medical, iar prețul energiei are un impact direct asupra locurilor de muncă, productivității economice, competitivității afacerilor și costului bunurilor și serviciilor.

## Politică energetică națională
O politică energetică națională include un set de măsuri ce implică legile, tratatele și directivele agențiilor din acea țară. Printre elementele unei politici energetice se numără:
- Care este gradul de autosuficiență energetică al unei națiuni?
- Din ce surse se va obține energia în viitor?
- Cum va fi consumată energia în viitor (ex. între sectoare)?
- Care sunt obiectivele privind intensitatea energetică și raportul dintre energia consumată și PIB?
- Cum poate politica națională să influențeze funcțiile la nivel de provincie, municipalitate și stat?
- Ce mecanisme specifice sunt implementate pentru a pune în aplicare politica (ex. taxe, stimulente, standarde de producție)?
- Există un plan de promovare a unui model global pentru atingerea obiectivului zero emisii nete?
- Ce politici fiscale legate de produsele și serviciile energetice ar trebui utilizate (taxe, scutiri, subvenții etc.)?
- Ce legislație privind utilizarea energiei este necesară (ex. standarde de eficiență și emisii)?

În funcție de jurisdicție, politica energetică poate domina sau poate fi dominată de alte politici guvernamentale. De exemplu, politica energetică poate fi prioritară prin furnizarea gratuită de cărbune familiilor și școlilor sărace (politica socială), dar în același timp generează poluare și afectează politicile de sănătate și mediu. Pe de altă parte, politica energetică poate fi influențată de politica de apărare, cum ar fi centrale nucleare pentru arme sau active blocate (cazul gazoductei Nord Stream 2).

## Politica energetică după tipul de energie

### Energie nucleară

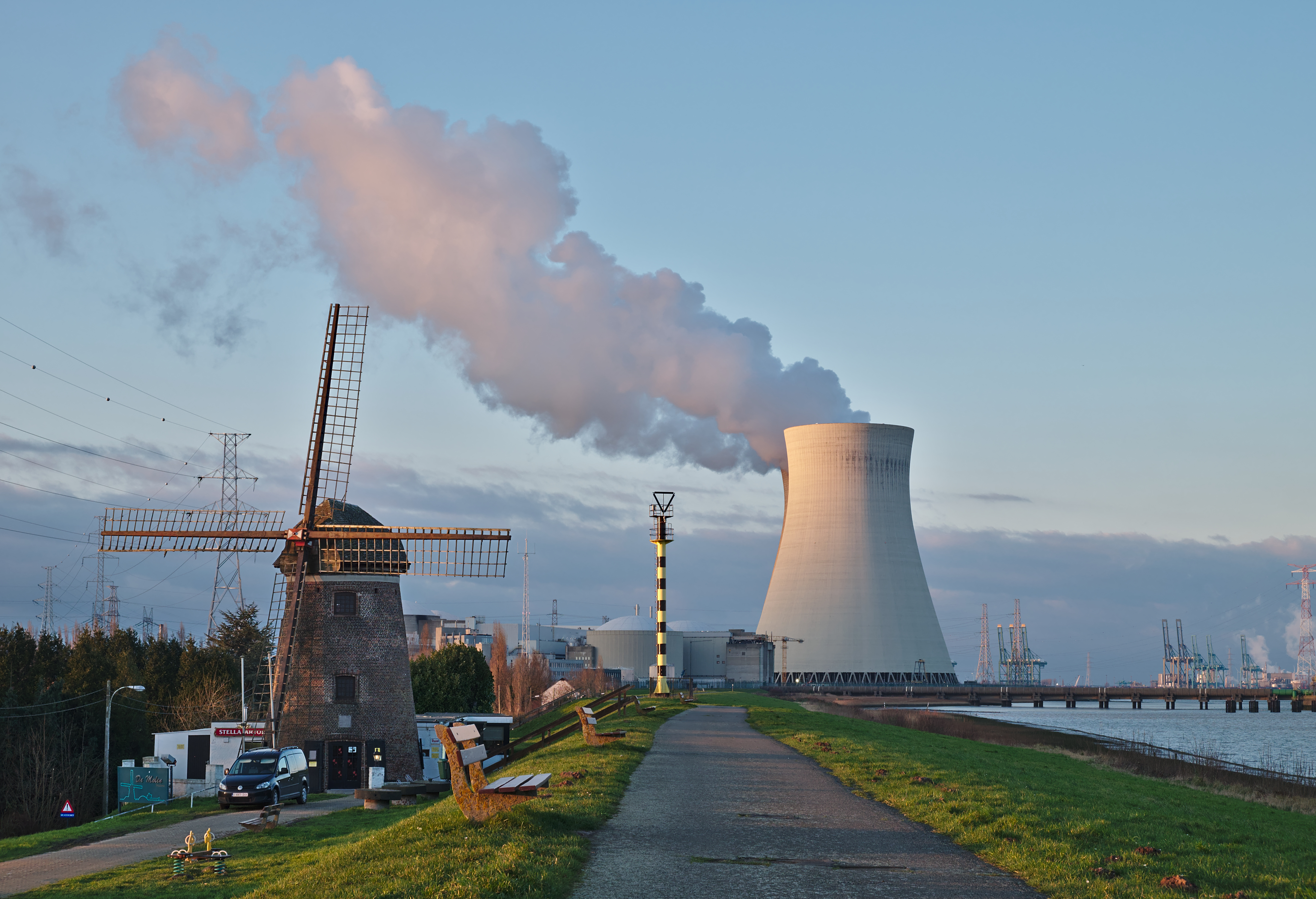
Centrală nucleară în Belgia

Politica privind energia nucleară este o politică națională și internațională care reglementează aspectele energiei nucleare și ale ciclului combustibilului nuclear cum ar fi extracția uraniului, generarea de electricitate, reprocesarea combustibilului nuclear epuizat și eliminarea deșeurilor radioactive.
După accidentul nuclear de la Fukushima din martie 2011, China, Germania, Elveția, Israel, Malaezia, Thailanda, Regatul Unit și Filipine și-au reevaluat programele nucleare. În prezent, 31 de țări operează centrale nucleare, iar un număr considerabil de reactori noi sunt în construcție în China, Coreea de Sud, India și Rusia.
Generarea de energie nucleară după țară în 2023:
1. Statele Unite ale Americii (93 reactori)
2. China (55 reactori și 25 în construcție)
3. Franța (56 reactori)
4. Rusia (37 reactori și 4 în construcție)
5. Coreea de Sud (26 reactori)
6. Canada (19 reactori)
7. Ucraina (15 reactori)
8. Japonia (33 reactori)
9. Spania (7 reactori)
10. India (23 reactori și 11 în construcție)
11. Suedia (6 reactori)
12. Regatul Unit (9 reactori)
13. Finlanda (5 reactori)
14. Belgia (6 reactori)

### Energie regenerabilă

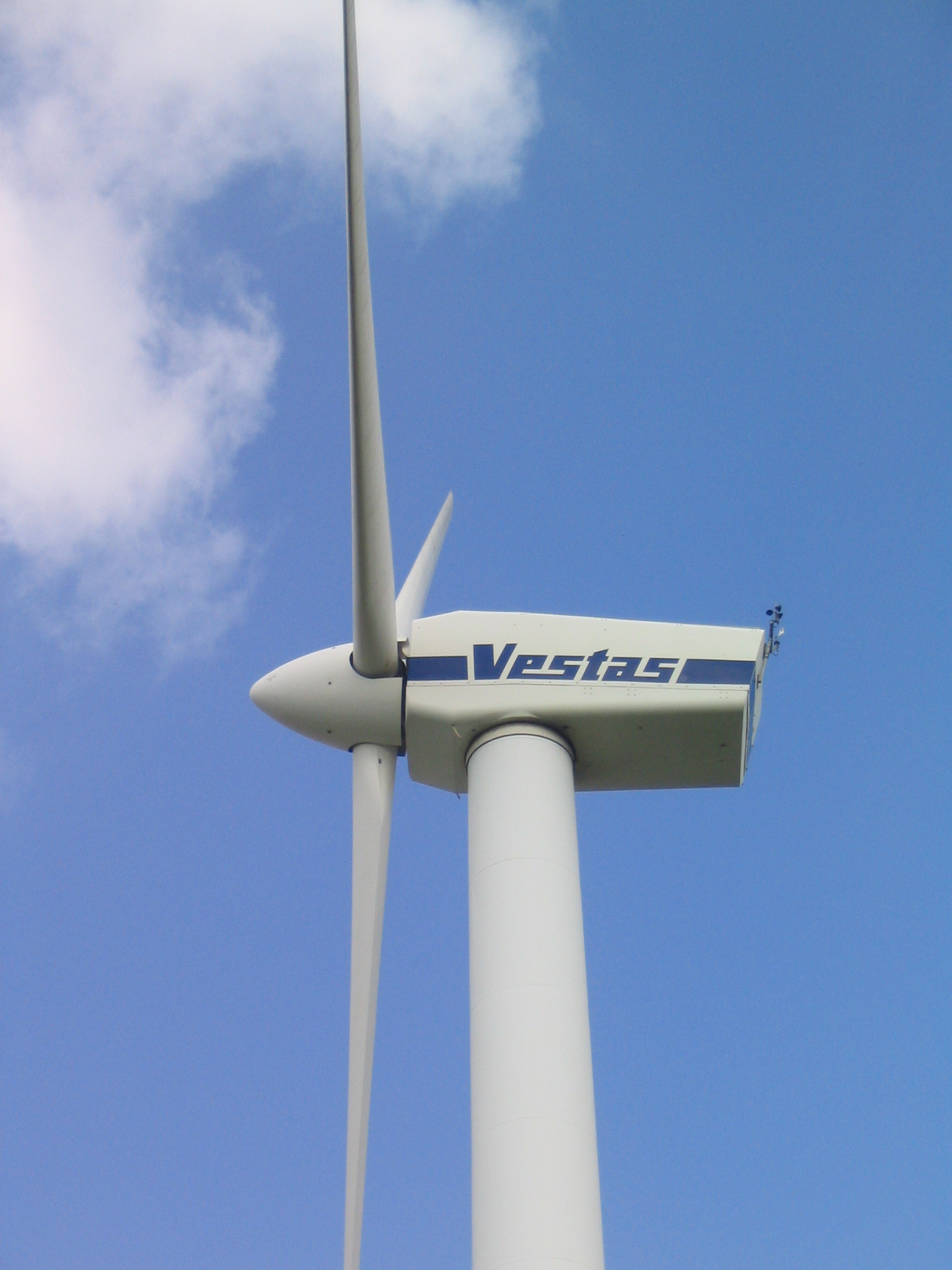
O turbină eoliană Vestas

Politica publică joacă un rol important în comercializarea energiei regenerabile, deoarece sistemul de piață liberă are anumite limitări fundamentale. Societatea Internațională pentru Energia Solară a afirmat că „stimulentele istorice pentru resursele energetice convenționale continuă și astăzi să denatureze piețele, ascunzând multe dintre costurile reale pe care utilizarea lor le implică pentru societate”.
Trecerea către sustenabilitatea energetică va necesita schimbări nu doar în modul în care energia este furnizată, ci și în modul în care este utilizată, iar reducerea cantității de energie necesare pentru a furniza diverse bunuri sau servicii este esențială. Oportunitățile de îmbunătățire pe partea cererii în ecuația energiei sunt la fel de numeroase și diverse ca și cele de pe partea ofertei și oferă adesea beneficii economice semnificative. O economie energetică sustenabilă necesită angajamente atât față de sursele regenerabile, cât și față de eficiența energetică. Astfel, sursele regenerabile și eficiența energetică sunt cei doi piloni ai politicii energetice sustenabile.
Eficiența energetică poate fi îmbunătățită prin:
- Electrocasnice vechi (care au un consum ridicat de energie față de modelele noi)
- Iluminat tradițional (becurile incandescente consumă mai mult decât LED-urile)
- Izolația slabă a clădirilor (care produc pierderi mari de căldură și duc la un consum excesiv de energie pentru încălzire sau răcire)
- Ferestre ineficiente (geamurile simple, vechi, sau prost izolate nu rețin bine temperatura)
- Sisteme de încălzire vechi (centralele și boilerele vechi au eficiență scăzută)
- Aparate de aer condiționat vechi (care au un consum ridicat de energie față de modelele noi)
- Motoare industriale ineficiente (motoarele vechi consumă mai multă energie pentru aceeași performanță)
- Transport bazat pe combustibili fosili (vehiculele electrice sau hibride sunt mai eficiente din punct de vedere energetic)
- Sisteme de apă ineficiente (boilere vechi și lipsa izolării conductelor duc la pierderi mari de căldură)
- Echipamente IT vechi (servere, monitoare și computere mai vechi au un consum ridicat de energie față de modelele noi)